# لانمزان
لانمزان (به فرانسوی: Lannemezan) یک کمون در فرانسه است که در canton of Lannemezan واقع شده‌است.

## خصوصیات
لانمزان ۱۹٫۰۳ کیلومترمربع مساحت و ۶٬۴۴۶ نفر جمعیت دارد و ۶۱۰ متر بالاتر از سطح دریا واقع شده‌است.

## نگارخانه

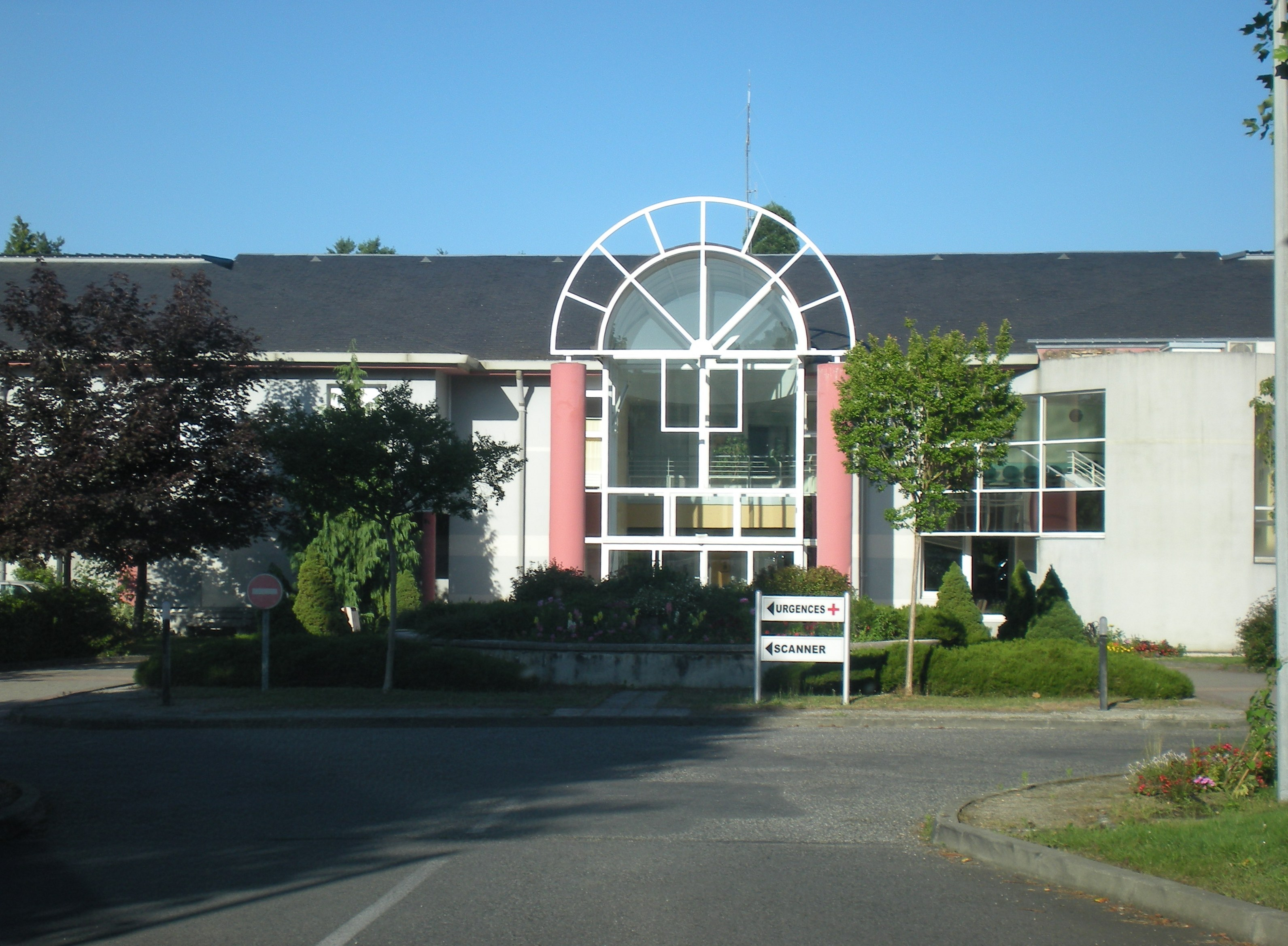
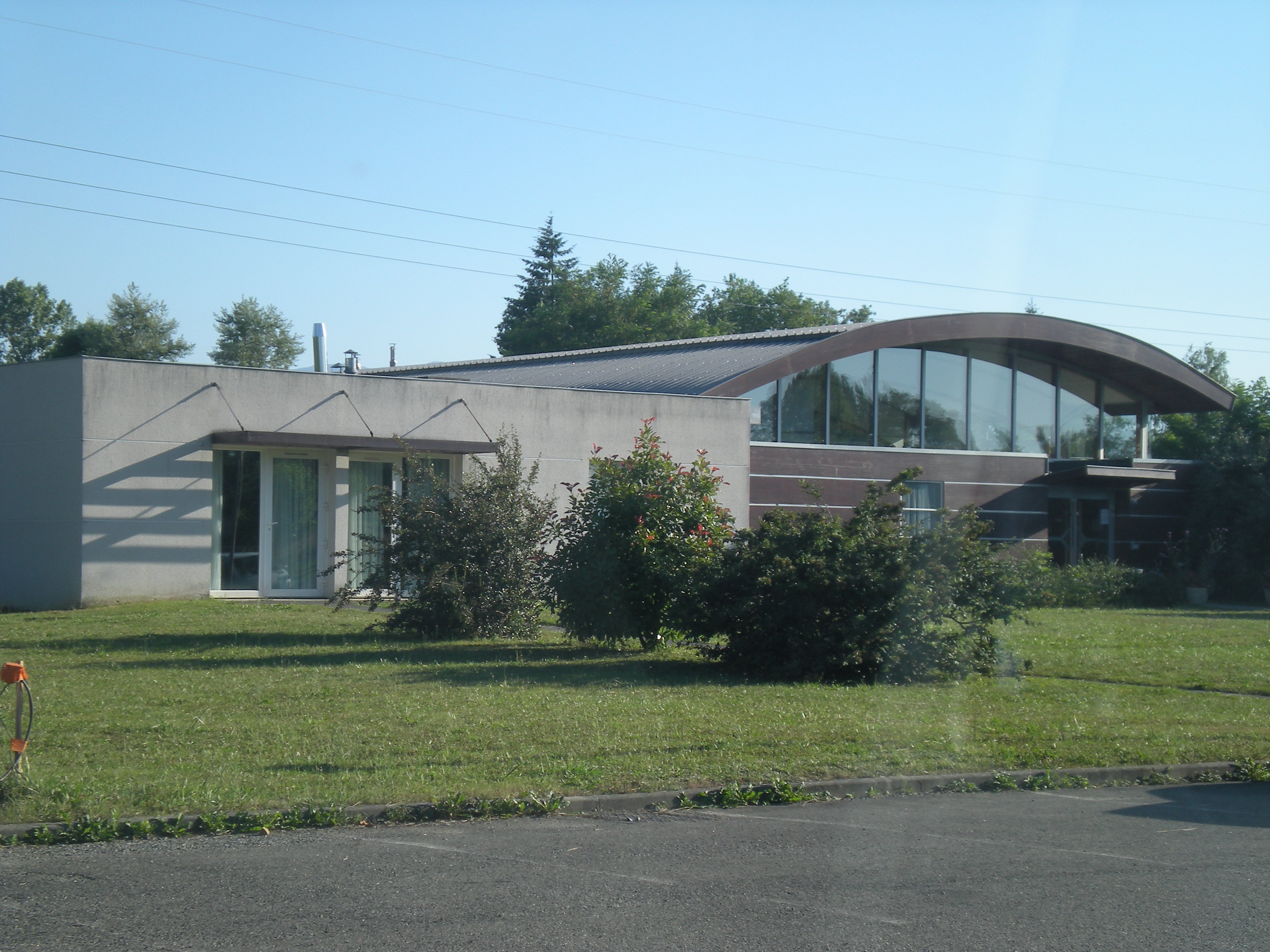